# Watanabe Keiji
Keiji Watanabe (sinh ngày 28 tháng 1 năm 1985) là một cầu thủ bóng đá người Nhật Bản.

## Sự nghiệp câu lạc bộ
Keiji Watanabe đã từng chơi cho Nagoya Grampus, Japan Soccer College và JEF United Chiba.